# 레고 팬덤

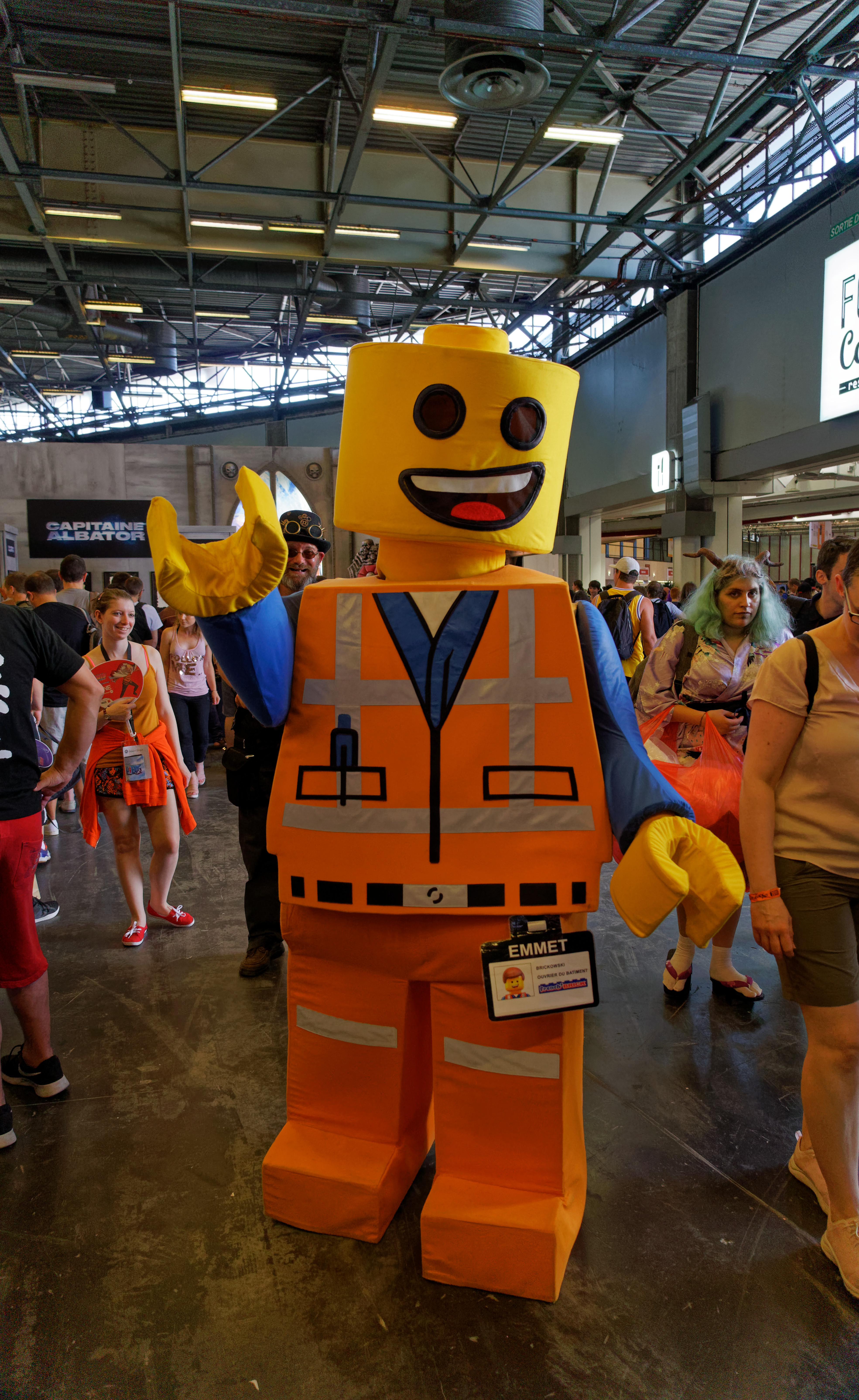
레고 무비 (2014)의 에밋 브릭코스키 코스프레

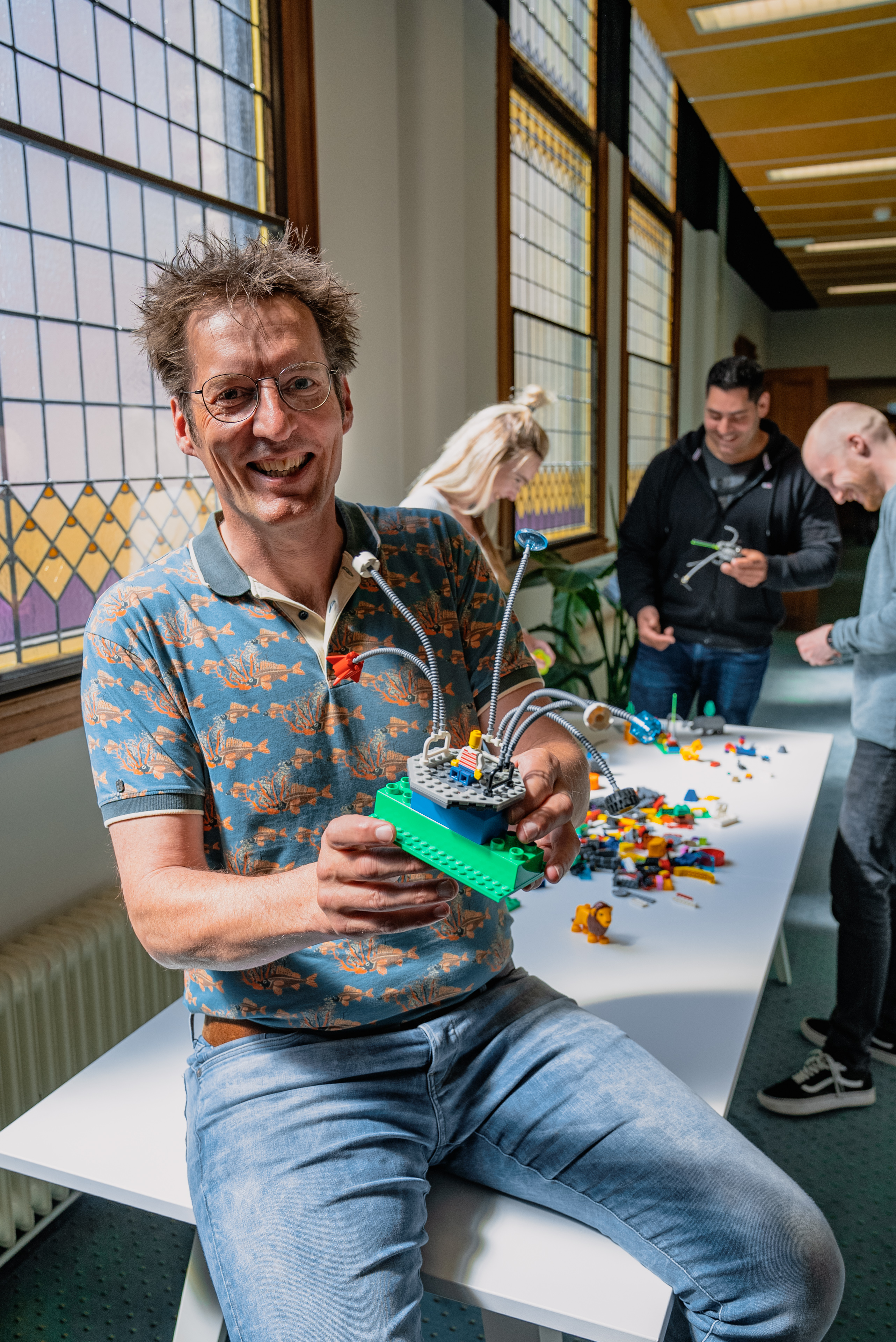
레고 워크숍 이벤트에 참가한 성인 레고 팬

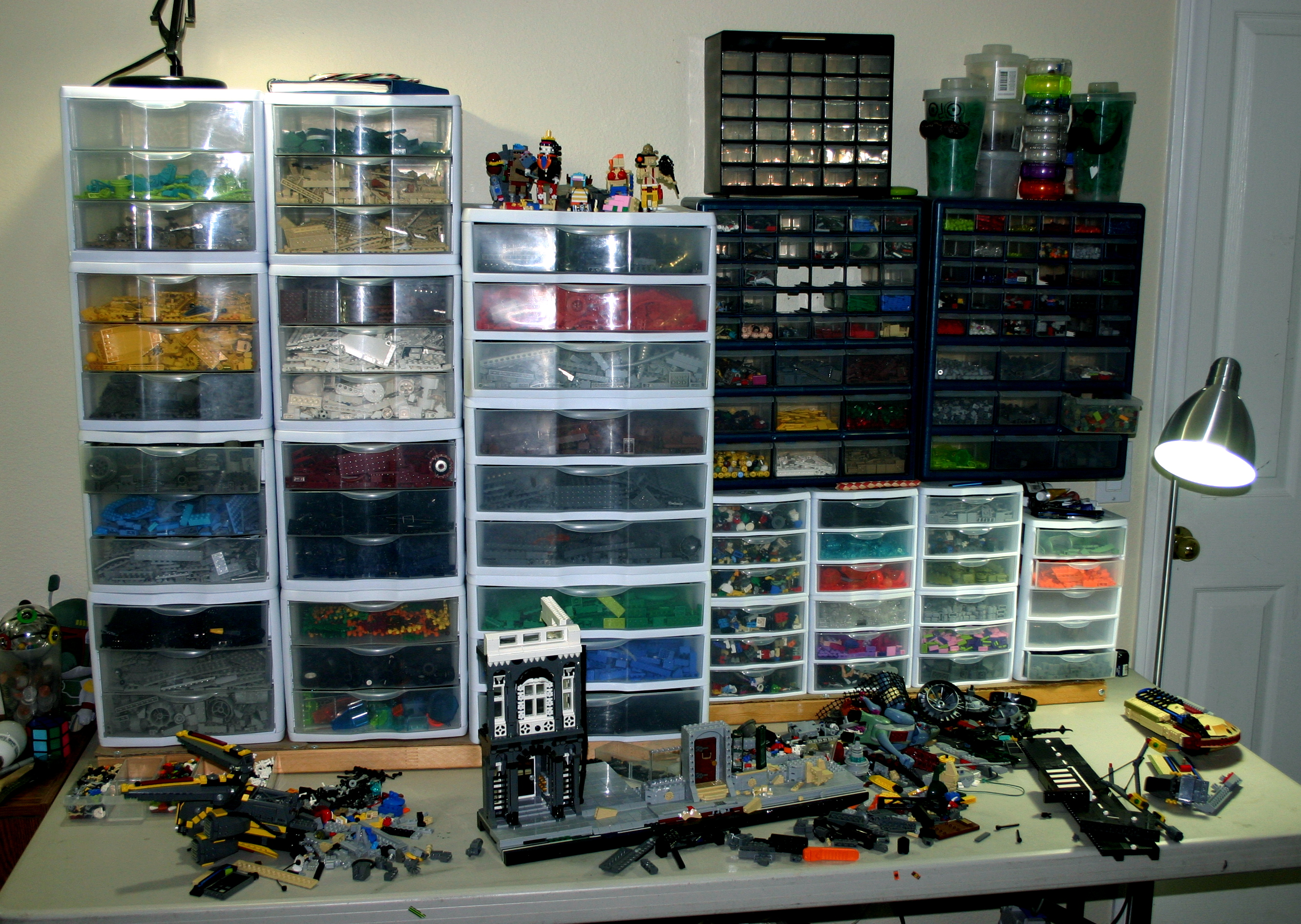
레고 애호가의 레고 작업 공간

레고 팬덤(Lego fandom)은 레고 장난감을 중심으로 형성된 팬덤이다.(p. 164)(pp. 248-249)
레고는 주로 어린이 장난감으로 여겨지지만, AFOL이라는 약자로 알려진 상당수의 성인 레고 팬도 있다.(p. 119)

## 성인 레고 팬(AFOL)
레고 팬덤의 성인 회원들은 성인 레고 팬(AFOL)이라고 불린다.(p. 221)(p. 227) 많은 AFOL은 MOC("My Own Creation")로 알려진 복잡한 세트를 디자인하며, 때로는 계획을 위해 엘드로우 또는 MLCAD와 같은 컴퓨터 소프트웨어를 사용하기도 한다. 이러한 세트는 다양한 행사에서 대중에게 전시될 수 있으며, 일부는 미디어의 관심을 끌기도 했다. 예를 들어 션 케니의 양키 스타디움 모형은 6피트 너비와 5피트 길이의 45,000개 부품으로 3년 동안 제작되었으며, 마크 볼레이즈의 스타워즈 호스 디오라마는 60,000개의 브릭과 4년의 제작 기간이 소요되었다.(pp. 123–124) 많은 AFOL은 집에 전용 "레고 방"을 가지고 있다.(p. 124)
더 열정적인 AFOL의 활동은 레고 모델 제작을 넘어 레고 컨벤션 참석, 온라인 레고 커뮤니티 참여, 그리고 드물지만 코스프레, 팬 픽션 작성 또는 팬 아트 그리기를 포함한다.(pp. 248-249)
대규모 AFOL 컨벤션에는 브릭월드(Brickworld), 브릭페어(BrickFair), 브릭스 바이 더 베이(Bricks by the Bay)와 같은 행사가 포함된다.(p. 123)
많은 AFOL은 스스로를 "긱" 또는 "너드"라고 생각한다.(p. 123) 미국에서는 2010년대 중반에 대부분의 AFOL이 20대 또는 30대 백인 대학 졸업 남성이었지만, 시간이 지남에 따라 레고와 함께 자란 사람들이 중년 또는 그 이상이 되면서 커뮤니티의 평균 연령은 꾸준히 증가하고 있다.(pp. 121-122) AFOL은 보통 어릴 때 레고 세트로 놀았고, 향수를 느끼는 성인이 되어 나중에 이 취미를 재발견했다.(pp. 123, 125)
레고 그룹은 AFOL 커뮤니티를 중요한 고객 기반으로 인식하고 팬 커뮤니티와의 연결을 위한 여러 홍보 프로그램을 유지하고 있다.(p. xxvi) 경우에 따라 전체 공식 레고 세트가 어린이가 아닌 성인 팬을 대상으로 하는 것으로 볼 수 있다.

## 약어 및 전문 용어
레고 팬들은 다양한 전문 용어를 만들었는데, 그 중 많은 용어가 두문자어 또는 두문자어이다. 레고 그룹도 이러한 용어 중 일부를 사용한다.
- AFOL — 성인 레고 팬[10][11][12]
- BAM — 빌드어미니피겨(Build-a-Minifigure),[13] 소매 레고 스토어에서 판매되는 미니피겨 부품, 가끔 독점 부품 포함
- BI — 조립 설명서(building instructions)[10]
- BURP — 크고 못생긴 바위 조각(big ugly rock piece)[10][11]
- CC — 클래식 캐슬,[10][11] 인기 있는 단종 레고 테마
- GWP — 구매 시 증정품(gift with purchase),[9] 보통 독점 세트
- LAN — 레고 앰배서더 네트워크(Lego Ambassador Network)[12]
- LUG — 레고 사용자 그룹(Lego user(s) group)[10][11][12]
- LURP — 작고 못생긴 바위 조각(little ugly rock piece)[10][11]
- MF — 미니피그(minifig),[10] 레고 미니피겨
- MOC — 나만의 창작물(my own creation),[10][11][12] 공식 레고 설명서를 따르지 않고 만든 조립품
- PAB — 픽어브릭(Pick-a-Brick),[10] 소매 레고 스토어에서 대량으로 판매되는 부품
- SNOT — 스터드가 위로 향하지 않은(studs not on top),[7][11] 스터드가 옆이나 아래쪽에 있는 브릭을 의미
- UCS — 얼티밋 컬렉터 시리즈(Ultimate Collector Series),[8][10][11] 성인을 대상으로 한 상세한 전시용 조립품 레고 테마

## 같이 보기
- LUGNET
- 브릭아트